# Donnchad mac Domnaill Ó Briain
Donnchad mac Domnaill Ó Briain (mort le 17 août 1317) (anglicisé en Donough O'Brien)   roi de Thomond de 1313 à 1316.

## Biographie

### Origine
Donnchad mac Domnaill (en anglais Donough O'Brien) est le fils de  Domhnall mac Brian Ruadh Ó Briain et de Mairéad Nic Mathghamhna. Son père est le fils puiné du roi Brian Ruaidh Ó Briain et il succède comme roi de Thomond à son cousin germain Diarmait Cléirech Ó Briain comme lui issu du  « clan Briain  » qui s'opposait à leur parent Muircheartach mac Toirdhelbaich Ó Briain représentant du « clan Turlough  » issu comme eux de Conchobar Roe O' Brien.

### Règne
Après la disparation subite de son cousin Diarmait Cléirech (anglais: Dermot O' Brien)  Donnchad/Donogh lui succède bien que Muirchertach et son allié Guillaume le Gris continuent à s'opposer au clan Briain. Donough réussit néanmoins à expulser Muichertach en 1314. C'est alors que la situation est bouleversée et compliquée par l'intervention du roi d'Écosse Robert Bruce et de son frère Édouard Bruce qui cherchent à nuire aux intérêts anglais en Irlande. Donogh et le clan Briain choisissent de soutenir les Bruce et à s'opposer aux établissements anglais dans l'île Richard de Clare devient leur ennemi et sans son appui Donough doit s'enfuir au Connacht pendant que son rival Muircherteach prend le contrôle du comté de Clare. 
En 1316, Donough se trouve dans le parti des vaincus lors de la bataille d'Athenry et l'année suivante il persuade les frères Bruce d'envahir le Munster et de chasser les Anglais du Thomond. Après avoir pris Castelconnel près de Limerick, l'armée de Bruce se replie vers Dublin abandonnant Donogh et ses hommes derrière eux. En l'absence de Muircheartach, son frère Diarmait Ó Briain  (anglais : Dermot O'Brien) entreprend de liquider leurs adversaires. Lors d'un combat près de l'abbaye de Corcomroe le 17 août 1317, Donough et nombre de ses partisans sont tués, son frère Brian Ban Ó Briain s'enfuit avec quelques hommes et se réfugie à Tipperary.

### Succession
Donough ne semble pas avoir contracté d'union et de laisse pas de descendant. Sa succession est assurée par son frère cadet Brian Bán mac Domnaill Ó Briain:

## Sources
- (en) T.W Moody, F.X. Martin, F.J. Byrne A New History of Ireland IX Maps, Genealogies, Lists. A companion to Irish History part II . Oxford University Press réédition 2011  (ISBN 9780199593064). « O'Briens: Ó Briain Kings and Earls of Thomond 1168-1657 » p. 219-220 & « O'Briens: Ó Briain Kings and Earls of Thomond 1168-1657  » généalogie n°23 p. 152.
- (en) A Timeline of Irish History, Richard Killen Gill & Macmillan Dublin (2003)  (ISBN 07171-3484-9).
- (en) Goddard Henry Orpen Ireland under the Normans Oxford at the Clarendon Press, 1968, vol. I à vol. IV.
- (en) Joe Power The Normands in Thomond Clare County Library p. 1